# Devario aequipinnatus
Cá xảm lớn (Danh pháp khoa học: Devario aequipinnatus) là một loài cá nhiệt đới thuộc họ Cyprinidae trong nhóm cá tuế. Chúng có nguồn gốc ở Sri Lanka, Nepal, và bờ biển phía tây của Ấn Độ. 

## Đặc điểm
Loài này phát triển đến chiều dài tối đa là 4 inch (10 cm), làm cho nó một trong những loài lớn nhất của danionins. Nó được đặc trưng bởi một, cơ thể có hình như một trái ngư lôi hình màu xanh và màu vàng có vây màu xám và rõ ràng.
Trong tự nhiên, cá xảm lớn sống ở các dòng suối và sông giữa các ngọn đồi ở độ cao lên đến 1000 ft (300 m) trên mực nước biển. Môi trường tự nhiên của chúng là sỏi nhỏ. Chúng có nguồn gốc từ một khí hậu nhiệt đới và thích nước với độ pH từ 6-8, độ cứng của nước 5,0-19,0 dGH, và một phạm vi nhiệt độ 72-81 °F (22-27 °C). Là cư dân sống ở bề mặt nước, chế độ ăn của chúng bao gồm chủ yếu là côn trùng ngoại sinh, mà còn được bổ sung bởi sâu và động vật giáp xác.
Trong điều kiện nuôi nhốt, cá xảm lớn thường sẽ chấp nhận hầu hết các loại thực phẩm. Chúng một phần nào là loài cá hung hăng, và có thể bắt nạt các loài cá khác trong bể. Chúng có khả năng nắm bắt để mô phỏng chuyển động của các con sông và suối chuyển động nhanh của nguồn nước và thích bơi theo đàn. Khi sinh sản thì cá đẻ khoảng 300 trứng trong một lần sinh sản duy nhất. Nó sẽ xuất hiện trong các bụi cây.
Cái gọi là "cá vàng khổng lồ Danio", đôi khi nhìn thấy, là trong thực tế một con cá bạch tạng một phần. Devario affinis, Devario browni, Devario malabaricus, và Devario strigillifer ban đầu được coi là từ đồng nghĩa, nhưng bây giờ là những loài riêng.